# Хикки, Ричард
Ричард Хикки (англ. Richard Hickey, более известный как Rich Hickey) — создатель языка программирования Clojure, диалекта языка Lisp, построенного на основе Java Virtual Machine. Ранее занимался разработкой dotLisp — схожего проекта, но основывающегося на .NET-платформе.
На данный момент в большинстве источников Хикки указывается как «независимый разработчик ПО и консультант с 20-летним опытом работы в различных областях разработки ПО». Отмечается, что он «работал над системами управления, автоматизацией вещания, анализом аудио и отпечатков пальцев, проектированием баз данных, управлением прибылью, системами „опроса на выходе“ (экзитпол) и системами голосового управления машинами».
Он провёл около 2,5 лет в работе над Clojure, прежде чем представил его миру, причём большую часть этого времени он работал только над Clojure без сторонних приработков, живя лишь на свои сбережения. Когда пришло время представить свой проект, то этим представлением стало всего одно письмо, разосланное нескольким друзьям в сообществе Common Lisp. Далее новость об этом проекте распространялась «вирусно», то есть заинтересовавшимися проектом людьми.